# Innan vi suddas ut
Innan vi suddas ut är ett studioalbum av den svenske artisten Daniel Adams-Ray. Albumet släpptes den 13 november 2013 av skivbolagen Universal Music och Lagom Records. Det är Adams-Rays andra album. Han skrev och komponerade låtarna med musikerna Carl Wikström Ask och Henrik Jonback.

## Låtlista
Alla låtar är skrivna och komponerade av Daniel Adams-Ray, Carl Wikström Ask och Henrik Jonback. 
| Nr           | Titel                          | Längd |
| ------------ | ------------------------------ | ----- |
| 1.           | Aldrig mer gå ensam            | 1:38  |
| 2.           | Precis som jag                 | 3:55  |
| 3.           | Innan vi suddas ut             | 3:18  |
| 4.           | Babbelover                     | 4:09  |
| 5.           | Tårarnas reservoar             | 4:06  |
| 6.           | Svär på mammas grav            | 3:35  |
| 7.           | Drömfångare (feat. Organismen) | 4:14  |
| 8.           | Redo att dö                    | 3:35  |
| 9.           | Allt det där jag aldrig blev   | 3:23  |
| 10.          | Där regnbågen tar slut         | 4:45  |
| Total längd: | Total längd:                   | 36:38 |